# Scherma ai Giochi della XIV Olimpiade - Sciabola a squadre maschile
La competizione della sciabola a squadre maschile  di scherma ai Giochi della XIV Olimpiade si tenne i giorni 10 e 11 agosto 1948 presso il Palace of Engineering Wembley.

## Risultati

### 1º Turno
Si è disputato il 10 agosto. Sei gruppi, le prime due squadre classificate accedevano ai quarti di finale.

#### Gruppo 1
Classifica
| Pos. | Nazione        | Vittorie | VI | SI | Incontri          | Incontri                  | Incontri           | Incontri |
| Pos. | Nazione        | Vittorie | VI | SI | Egitto (bandiera) | Cecoslovacchia (bandiera) | Messico (bandiera) |          |
| ---- | -------------- | -------- | -- | -- | ----------------- | ------------------------- | ------------------ | -------- |
| 1    | Egitto         | 1        | 13 | 3  | X                 | ND                        | 13-3               |          |
| 1    | Cecoslovacchia | 1        | 9  | 2  | ND                | X                         | 9-2                |          |
| 3    | Messico        | 0        | 5  | 22 | 3-13              | 2-9                       | X                  |          |

Incontri
| Atleti (Vittorie individuali)                                                     | Nazione                   | VT | VT | Nazione            | Atleti (Vittorie individuali)                                           |
| --------------------------------------------------------------------------------- | ------------------------- | -- | -- | ------------------ | ----------------------------------------------------------------------- |
| Salah Dessouki (4), Mohamed Zulficar (4) Mahmoud Younes (2), Farid Abou-Shadi (3) | Egitto (bandiera)         | 13 | 3  | Messico (bandiera) | Benito Ramos (0), Francisco Valero (0) Antonio Haro (2), Fidel Luña (1) |
| Jindřich Kakos (1), Svatopluk Skýva (3) Jaroslav Starý (3), Alois Sokol (2)       | Cecoslovacchia (bandiera) | 9  | 2  | Messico (bandiera) | Benito Ramos (0), Francisco Valero (1) Antonio Haro (1), Fidel Luña (0) |

#### Gruppo 2
Classifica
| Pos. | Nazione  | Vittorie | VI | SI | Incontri           | Incontri           | Incontri            | Incontri |
| Pos. | Nazione  | Vittorie | VI | SI | Austria (bandiera) | Francia (bandiera) | Svizzera (bandiera) |          |
| ---- | -------- | -------- | -- | -- | ------------------ | ------------------ | ------------------- | -------- |
| 1    | Austria  | 1        | 14 | 2  | X                  | ND                 | 14-2                |          |
| 1    | Francia  | 1        | 9  | 1  | ND                 | X                  | 9-1                 |          |
| 3    | Svizzera | 0        | 3  | 23 | 2-14               | 1-9                | X                   |          |

Incontri
| Atleti (Vittorie individuali)                                                          | Nazione            | VT | VT | Nazione             | Atleti (Vittorie individuali)                                                  |
| -------------------------------------------------------------------------------------- | ------------------ | -- | -- | ------------------- | ------------------------------------------------------------------------------ |
| Werner Plattner (4), Heinz Putzl (3) Heinz Lechner (4), Hubert Loisel (3)              | Austria (bandiera) | 14 | 2  | Svizzera (bandiera) | Roland Turian (0), Alphonse Ruckstuhl (1) Otto Greter (0), Walter Widemann (1) |
| Jean-François Tournon (3), Jacques Parent (2) Maurice Gramain (2), Jacques Lefèvre (2) | Francia (bandiera) | 9  | 1  | Svizzera (bandiera) | Roland Turian (0), Alphonse Ruckstuhl (0) Otto Greter (0), Walter Widemann (1) |

#### Gruppo 3
Classifica
| Pos. | Nazione | Vittorie | VI | SI | Incontri           | Incontri          | Incontri           | Incontri |
| Pos. | Nazione | Vittorie | VI | SI | Polonia (bandiera) | Belgio (bandiera) | Turchia (bandiera) |          |
| ---- | ------- | -------- | -- | -- | ------------------ | ----------------- | ------------------ | -------- |
| 1    | Polonia | 1        | 11 | 2  | X                  | ND                | 11-2               |          |
| 1    | Belgio  | 1        | 9  | 2  | ND                 | X                 | 9-2                |          |
| 3    | Turchia | 0        | 4  | 20 | 2-11               | 2-9               | X                  |          |

Incontri
| Atleti (Vittorie individuali)                                            | Nazione            | VT | VT | Nazione            | Atleti (Vittorie individuali)                                        |
| ------------------------------------------------------------------------ | ------------------ | -- | -- | ------------------ | -------------------------------------------------------------------- |
| Antoni Sobik (3), Bolesław Banaś (3) Teodor Zaczyk (2), Jerzy Wójcik (3) | Polonia (bandiera) | 11 | 5  | Turchia (bandiera) | Merih Sezen (1), Nihat Balkan (1) Rıza Arseven (2), Sabri Tezcan (1) |
| Édouard Yves (3), Robert Bayot (1) Marcel Nys (3), Eugène Laermans (2)   | Belgio (bandiera)  | 9  | 2  | Turchia (bandiera) | Nihat Balkan (0), Merih Sezen (1) Rıza Arseven (1), Vural Balcan (0) |

#### Gruppo 4
Classifica
| Pos. | Nazione     | Vittorie | VI | SI | Incontri               | Incontri          | Incontri          | Incontri |
| Pos. | Nazione     | Vittorie | VI | SI | Paesi Bassi (bandiera) | Italia (bandiera) | Canada (bandiera) |          |
| ---- | ----------- | -------- | -- | -- | ---------------------- | ----------------- | ----------------- | -------- |
| 1    | Paesi Bassi | 1        | 13 | 3  | X                      | ND                | 13-3              |          |
| 1    | Italia      | 1        | 9  | 1  | ND                     | X                 | 9-1               |          |
| 3    | Canada      | 0        | 4  | 22 | 3-13                   | 1-9               | X                 |          |

Incontri
| Atleti (Vittorie individuali)                                                    | Nazione                | VT | VT | Nazione           | Atleti (Vittorie individuali)                                               |
| -------------------------------------------------------------------------------- | ---------------------- | -- | -- | ----------------- | --------------------------------------------------------------------------- |
| Henny ter Weer (4), Antoon Hoevers (2) Willem van den Berg (4), Frans Mosman (3) | Paesi Bassi (bandiera) | 13 | 3  | Canada (bandiera) | Robert Desjarlais (1), Alf Horn (1) Roland Asselin (1), Georges Pouliot (0) |
| Carlo Turcato (3), Gastone Darè (2) Vincenzo Pinton (2), Mauro Racca (2)         | Italia (bandiera)      | 9  | 1  | Canada (bandiera) | Robert Desjarlais (0), Alf Horn (0) Roland Asselin (1), Georges Pouliot (0) |

#### Gruppo 5
Classifica
| Pos. | Nazione     | Vittorie | VI | SI | Incontri               | Incontri             | Incontri          | Incontri |
| Pos. | Nazione     | Vittorie | VI | SI | Stati Uniti (bandiera) | Argentina (bandiera) | Grecia (bandiera) |          |
| ---- | ----------- | -------- | -- | -- | ---------------------- | -------------------- | ----------------- | -------- |
| 1    | Stati Uniti | 1        | 14 | 2  | X                      | ND                   | 14-2              |          |
| 1    | Argentina   | 1        | 9  | 1  | ND                     | X                    | 9-1               |          |
| 3    | Grecia      | 0        | 3  | 23 | 2-14                   | 1-9                  | X                 |          |

Incontri
| Atleti (Vittorie individuali)                                                       | Nazione                | VT | VT | Nazione           | Atleti (Vittorie individuali)                                                               |
| ----------------------------------------------------------------------------------- | ---------------------- | -- | -- | ----------------- | ------------------------------------------------------------------------------------------- |
| Miguel de Capriles (4), Norman Cohn-Armitage (4) George Worth (4), Dean Cetrulo (2) | Stati Uniti (bandiera) | 14 | 2  | Grecia (bandiera) | N. Khristogiannopoulos (1), A. Nanopoulos (0) Ioannis Karamazakis (1), Andreas Skotidas (0) |
| Albino Agüero (2), José D'Andrea (1) Edgardo Pomini (3), Jorge Cermesoni (3)        | Argentina (bandiera)   | 9  | 1  | Grecia (bandiera) | N. Khristogiannopoulos (1), A. Nanopoulos (0) Ioannis Karamazakis (0), Andreas Skotidas (0) |

#### Gruppo 6
Classifica
| Pos. | Nazione       | Nota          |
| ---- | ------------- | ------------- |
| 1    | Gran Bretagna |               |
| 1    | Ungheria      |               |
| -    | Danimarca     | Non partecipa |

### Quarti di finale
Si sono disputati l'11 agosto. Quattro gruppi, le prime due squadre classificate accedevano ai quarti di finale.

#### Gruppo 1
Classifica
| Pos. | Nazione  | Vittorie | VI | SI | Incontri          | Incontri            | Incontri          | Incontri |
| Pos. | Nazione  | Vittorie | VI | SI | Belgio (bandiera) | Ungheria (bandiera) | Egitto (bandiera) |          |
| ---- | -------- | -------- | -- | -- | ----------------- | ------------------- | ----------------- | -------- |
| 1    | Belgio   | 1        | 13 | 3  | X                 | ND                  | 13-3              |          |
| 1    | Ungheria | 1        | 9  | 3  | ND                | X                   | 9-3               |          |
| 3    | Egitto   | 0        | 6  | 22 | 3-13              | 3-9                 | X                 |          |

Incontri
| Atleti (Vittorie individuali)                                                       | Nazione             | VT | VT | Nazione           | Atleti (Vittorie individuali)                                                     |
| ----------------------------------------------------------------------------------- | ------------------- | -- | -- | ----------------- | --------------------------------------------------------------------------------- |
| Eugène Laermans (3), Édouard Yves (4) Ferdinand Jassogne (2), G. de Bourguignon (4) | Belgio (bandiera)   | 13 | 3  | Egitto (bandiera) | Salah Dessouki (1), Mohamed Zulficar (0) Mahmoud Younes (1), Farid Abou-Shadi (1) |
| László Rajcsányi (3), Bertalan Papp (1) Aladár Gerevich (3), Tibor Berczelly (2)    | Ungheria (bandiera) | 9  | 3  | Egitto (bandiera) | Salah Dessouki (1), Mohamed Zulficar (1) Mahmoud Younes (0), Farid Abou-Shadi (1) |

#### Gruppo 2
Classifica
| Pos. | Nazione       | Vittorie | VI | SI | Incontri               | Incontri          | Incontri                 | Incontri |
| Pos. | Nazione       | Vittorie | VI | SI | Stati Uniti (bandiera) | Italia (bandiera) | Gran Bretagna (bandiera) |          |
| ---- | ------------- | -------- | -- | -- | ---------------------- | ----------------- | ------------------------ | -------- |
| 1    | Stati Uniti   | 1        | 11 | 5  | X                      | ND                | 11-5                     |          |
| 1    | Italia        | 1        | 9  | 4  | ND                     | X                 | 9-4                      |          |
| 3    | Gran Bretagna | 0        | 9  | 20 | 5-11                   | 4-9               | X                        |          |

Incontri
| Atleti (Vittorie individuali)                                                       | Nazione                | VT | VT | Nazione                  | Atleti (Vittorie individuali)                                                 |
| ----------------------------------------------------------------------------------- | ---------------------- | -- | -- | ------------------------ | ----------------------------------------------------------------------------- |
| Miguel de Capriles (3), Norman Cohn-Armitage (3) Dean Cetrulo (2), George Worth (3) | Stati Uniti (bandiera) | 11 | 5  | Gran Bretagna (bandiera) | Arthur Pilbrow (1), George Moore (1) John Emrys Lloyd (2), Roger Tredgold (1) |
| Renzo Nostini (2), Aldo Montano (1) Gastone Darè (3), Carlo Turcato (3)             | Italia (bandiera)      | 9  | 4  | Gran Bretagna (bandiera) | Arthur Pilbrow (1), George Moore (0) Roger Tredgold (2), Robin Brook (1)      |

#### Gruppo 3
Classifica
| Pos. | Nazione        | Vittorie | VI | SI | Incontri             | Incontri               | Incontri                  | Incontri |
| Pos. | Nazione        | Vittorie | VI | SI | Argentina (bandiera) | Paesi Bassi (bandiera) | Cecoslovacchia (bandiera) |          |
| ---- | -------------- | -------- | -- | -- | -------------------- | ---------------------- | ------------------------- | -------- |
| 1    | Argentina      | 2        | 18 | 14 | X                    | 9-7                    | 9-7                       |          |
| 2    | Paesi Bassi    | 1        | 17 | 15 | 7-9                  | X                      | 10-6                      |          |
| 3    | Cecoslovacchia | 0        | 13 | 19 | 7-9                  | 6-10                   | X                         |          |

Incontri
| Atleti (Vittorie individuali)                                                   | Nazione                | VT | VT | Nazione                   | Atleti (Vittorie individuali)                                                   |
| ------------------------------------------------------------------------------- | ---------------------- | -- | -- | ------------------------- | ------------------------------------------------------------------------------- |
| Albino Agüero (3), Edgardo Pomini (2) Jorge Cermesoni (1), Fernando Huergo (3)  | Argentina (bandiera)   | 9  | 7  | Paesi Bassi (bandiera)    | Henny ter Weer (2), Eddy Kuijpers (3) Frans Mosman (0), Willem van den Berg (2) |
| Henny ter Weer (3), Eddy Kuijpers (4) Frans Mosman (1), Willem van den Berg (2) | Paesi Bassi (bandiera) | 10 | 6  | Cecoslovacchia (bandiera) | Svatopluk Skýva (1), Jaroslav Starý (1) Alois Sokol (2), Jindřich Chmela (2)    |
| Albino Agüero (2), Edgardo Pomini (2) Fernando Huergo (3), Jorge Cermesoni (2)  | Argentina (bandiera)   | 9  | 7  | Cecoslovacchia (bandiera) | Jaroslav Starý (0), Jindřich Chmela (2) Jindřich Kakos (2), Alois Sokol (3)     |

#### Gruppo 4
Classifica
| Pos. | Nazione | Vittorie | VI | SI | Incontri           | Incontri           | Incontri           | Incontri |
| Pos. | Nazione | Vittorie | VI | SI | Francia (bandiera) | Polonia (bandiera) | Austria (bandiera) |          |
| ---- | ------- | -------- | -- | -- | ------------------ | ------------------ | ------------------ | -------- |
| 1    | Francia | 1        | 10 | 6  | X                  | ND                 | 10-6               |          |
| 1    | Polonia | 1        | 8  | 8  | ND                 | X                  | 8-8                |          |
| 3    | Austria | 0        | 14 | 18 | 6-10               | 8-8                | X                  |          |

Incontri
| Atleti (Vittorie individuali)                                                            | Nazione            | VT     | VT     | Nazione            | Atleti (Vittorie individuali)                                             |
| ---------------------------------------------------------------------------------------- | ------------------ | ------ | ------ | ------------------ | ------------------------------------------------------------------------- |
| Jean Levavasseur (2), Maurice Gramain (2) Jacques Lefèvre (4), Jean-François Tournon (2) | Francia (bandiera) | 10     | 6      | Austria (bandiera) | Werner Plattner (1), Heinz Putzl (1) Heinz Lechner (2), Hubert Loisel (2) |
| Teodor Zaczyk (0), Bolesław Banaś (1) Antoni Sobik (3), Jerzy Wójcik (4)                 | Polonia (bandiera) | 8 (59) | 8 (55) | Austria (bandiera) | Werner Plattner (1), Heinz Putzl (2) Heinz Lechner (3), Hubert Loisel (2) |

### Semifinali
Si sono disputate l'11 agosto. Due gruppi, le prime due squadre classificate accedevano ai quarti di finale.

#### Gruppo 1
Classifica
| Pos. | Nazione   | Vittorie | VI | SI | Incontri            | Incontri          | Incontri           | Incontri             |
| Pos. | Nazione   | Vittorie | VI | SI | Ungheria (bandiera) | Belgio (bandiera) | Polonia (bandiera) | Argentina (bandiera) |
| ---- | --------- | -------- | -- | -- | ------------------- | ----------------- | ------------------ | -------------------- |
| 1    | Ungheria  | 2        | 27 | 4  | X                   | ND                | 12-3               | 15-1                 |
| 1    | Belgio    | 2        | 18 | 11 | ND                  | X                 | 9-7                | 9-4                  |
| 3    | Polonia   | 0        | 10 | 21 | 3-12                | 7-9               | X                  | ND                   |
| 3    | Argentina | 0        | 5  | 24 | 1-15                | 4-9               | ND                 | X                    |

Incontri
| Atleti (Vittorie individuali)                                                            | Nazione             | VT | VT | Nazione              | Atleti (Vittorie individuali)                                                  |
| ---------------------------------------------------------------------------------------- | ------------------- | -- | -- | -------------------- | ------------------------------------------------------------------------------ |
| Tibor Berczelly (4), Rudolf Kárpáti (4) László Rajcsányi (3), Pál Kovács (4)             | Ungheria (bandiera) | 15 | 1  | Argentina (bandiera) | Daniel Sande (0), Edgardo Pomini (0) Fernando Huergo (1), José D'Andrea (0)    |
| Eugène Laermans (3), Édouard Yves (3) Marcel Nys (2), Georges de Bourguignon (1)         | Belgio (bandiera)   | 9  | 7  | Polonia (bandiera)   | Jerzy Wójcik (1), Teodor Zaczyk (2) Bolesław Banaś (2), Antoni Sobik (2)       |
| Eugène Laermans (2), Édouard Yves (3) Ferdinand Jassogne (1), Georges de Bourguignon (3) | Belgio (bandiera)   | 9  | 4  | Argentina (bandiera) | Albino Agüero (1), Jorge Cermesoni (0) Edgardo Pomini (3), Fernando Huergo (0) |
| Tibor Berczelly (3), Bertalan Papp (3) Aladár Gerevich (4), Rudolf Kárpáti (2)           | Ungheria (bandiera) | 12 | 3  | Polonia (bandiera)   | Jerzy Wójcik (0), Jan Nawrocki (1) Antoni Sobik (0), Bolesław Banaś (2)        |

#### Gruppo 2
Classifica
| Pos. | Nazione     | Vittorie | VI | SI | Incontri          | Incontri               | Incontri           | Incontri               |
| Pos. | Nazione     | Vittorie | VI | SI | Italia (bandiera) | Stati Uniti (bandiera) | Francia (bandiera) | Paesi Bassi (bandiera) |
| ---- | ----------- | -------- | -- | -- | ----------------- | ---------------------- | ------------------ | ---------------------- |
| 1    | Italia      | 2        | 22 | 8  | X                 | ND                     | 9-5                | 13-3                   |
| 1    | Stati Uniti | 2        | 20 | 7  | ND                | X                      | 11-5               | 9-2                    |
| 3    | Francia     | 0        | 10 | 20 | 5-9               | 5-11                   | X                  | ND                     |
| 3    | Paesi Bassi | 0        | 5  | 22 | 3-13              | 2-9                    | ND                 | X                      |

Incontri
| Atleti (Vittorie individuali)                                                       | Nazione                | VT | VT | Nazione                | Atleti (Vittorie individuali)                                                             |
| ----------------------------------------------------------------------------------- | ---------------------- | -- | -- | ---------------------- | ----------------------------------------------------------------------------------------- |
| Renzo Nostini (3), Mauro Racca (3) Carlo Turcato (4), Gastone Darè (3)              | Italia (bandiera)      | 13 | 3  | Paesi Bassi (bandiera) | Henny ter Weer (0), Eddy Kuijpers (2) Frans Mosman (1), Willem van den Berg (0)           |
| Miguel de Capriles (2), Norman Cohn-Armitage (3) Dean Cetrulo (3), Tibor Nyilas (3) | Stati Uniti (bandiera) | 11 | 5  | Francia (bandiera)     | Jean Levavasseur (1), Jean-François Tournon (2) Maurice Gramain (0), Jacques Lefèvre (2)  |
| Norman Cohn-Armitage (3), George Worth (1) Tibor Nyilas (3), Dean Cetrulo (2)       | Stati Uniti (bandiera) | 9  | 2  | Paesi Bassi (bandiera) | Henny ter Weer (0), Eddy Kuijpers (1) Frans Mosman (1), Willem van den Berg (0)           |
| Aldo Montano (2), Mauro Racca (3) Gastone Darè (2), Vincenzo Pinton (2)             | Italia (bandiera)      | 9  | 5  | Francia (bandiera)     | Jean Levavasseur (0), Jean-François Tournon (1) Jacques Lefèvre (3), Georges Lévêcque (1) |

### Finale
Si è disputata L'11 agosto.
Classifica
| Pos.    | Nazione     | Vittorie | VI | SI | Incontri            | Incontri          | Incontri               | Incontri          |
| Pos.    | Nazione     | Vittorie | VI | SI | Ungheria (bandiera) | Italia (bandiera) | Stati Uniti (bandiera) | Belgio (bandiera) |
| ------- | ----------- | -------- | -- | -- | ------------------- | ----------------- | ---------------------- | ----------------- |
| Oro     | Ungheria    | 3        | 29 | 13 | X                   | 10-6              | 10-6                   | 9-1               |
| Argento | Italia      | 2        | 24 | 24 | 6-10                | X                 | 8-8                    | 10-6              |
| Bronzo  | Stati Uniti | 1        | 24 | 23 | 6-10                | 8-8               | X                      | 10-5              |
| 4       | Belgio      | 0        | 12 | 29 | 1-9                 | 6-10              | 5-10                   | X                 |

Incontri
| Atleti (Vittorie individuali)                                                 | Nazione                | VT     | VT     | Nazione                | Atleti (Vittorie individuali)                                                      |
| ----------------------------------------------------------------------------- | ---------------------- | ------ | ------ | ---------------------- | ---------------------------------------------------------------------------------- |
| Mauro Racca (4), Renzo Nostini (2) Carlo Turcato (1), Vincenzo Pinton (3)     | Italia (bandiera)      | 10     | 6      | Belgio (bandiera)      | Eugène Laermans (1), Édouard Yves (1) Robert Bayot (1), Georges de Bourguignon (3) |
| Pál Kovács (3), Rudolf Kárpáti (3) Aladár Gerevich (2), László Rajcsányi (2)  | Ungheria (bandiera)    | 10     | 6      | Stati Uniti (bandiera) | Miguel de Capriles (0), James Flynn (2) George Worth (2), Dean Cetrulo (2)         |
| Tibor Berczelly (2), Rudolf Kárpáti (1) László Rajcsányi (3), Pál Kovács (3)  | Ungheria (bandiera)    | 9      | 1      | Belgio (bandiera)      | Marcel Nys (0), Ferdinand Jassogne (1) Robert Bayot (0), Édouard Yves (0)          |
| Gastone Darè (1), Carlo Turcato (1) Vincenzo Pinton (3), Mauro Racca (3)      | Italia (bandiera)      | 8 (61) | 8 (59) | Stati Uniti (bandiera) | Norman Cohn-Armitage (2), George Worth (2) Tibor Nyilas (3), Dean Cetrulo (1)      |
| Norman Cohn-Armitage (4), George Worth (2) Tibor Nyilas (3), Dean Cetrulo (1) | Stati Uniti (bandiera) | 10     | 5      | Belgio (bandiera)      | Eugène Laermans (0), Édouard Yves (2) Robert Bayot (0), Georges de Bourguignon (3) |
| Tibor Berczelly (4), Rudolf Kárpáti (1) Aladár Gerevich (3), Pál Kovács (2)   | Ungheria (bandiera)    | 10     | 6      | Italia (bandiera)      | Gastone Darè (2), Carlo Turcato (1) Vincenzo Pinton (3), Mauro Racca (0)           |